# Tereșîha, Bahmaci
Tereșîha (în ucraineană Терешиха) este un sat în comuna Rubanka din raionul Bahmaci, regiunea Cernihiv, Ucraina.

## Demografie
Componența lingvistică a localității Tereșîha
     Ucraineană (99,75%)
     Alte limbi (0,25%)
Conform recensământului din 2001, majoritatea populației localității Tereșîha era vorbitoare de ucraineană (99,75%), existând în minoritate și vorbitori de alte limbi.